# Strzelectwo na Igrzyskach Imperium Brytyjskiego i Wspólnoty Brytyjskiej 1966 – pistolet szybkostrzelny (mężczyźni)
Strzelanie z pistoletu szybkostrzelnego mężczyzn na Igrzyskach Imperium Brytyjskiego i Wspólnoty Brytyjskiej 1966, było jedną z pięciu strzeleckich konkurencji rozgrywanych na igrzyskach w Kingston.
W konkurencji tej wystartowało 16 zawodników z 11 reprezentacji. W zawodach zwyciężył Anglik Tony Clark, który o siedem punktów wyprzedził Australijczyka Michaela Pappsa i o 13 punktów Kanadyjczyka Jules'a Sobriana, który zakończył zawody na trzecim miejscu. W zawodach wystartowało też dwóch reprezentantów gospodarzy, którzy jednak uplasowali się poza pierwszą dziesiątką. Ostatnią pozycję zajął Papuas William McMahon, który do zwycięzcy stracił 129 punktów.
Konkurencja ta w programie igrzysk pojawiła się po raz pierwszy (łącznie z całym strzelectwem, które debiutowało na igrzyskach).

## Wyniki
| Pozycja | Zawodnik             | Reprezentacja     | Suma punktów |
| ------- | -------------------- | ----------------- | ------------ |
| 1       | Tony Clark           | Anglia            | 585          |
| 2       | Michael Papps        | Australia         | 578          |
| 3       | Jules Sobrian        | Kanada            | 572          |
| 4       | Robert Hassall       | Walia             | 568          |
| 5       | Brian Girling        | Anglia            | 563          |
| 6       | Alan Handford-Rice   | Kenia             | 558          |
| 7       | R. Stanford          | Irlandia Północna | 555          |
| 8       | Leonard Bull         | Kenia             | 553          |
| 9       | N.H. Iqbal           | Pakistan          | 551          |
| 10      | Arthur H. Lord       | Kanada            | 550          |
| 11      | Jeffrey W. Lodenquai | Jamajka           | 545          |
| 12      | Bertram Manhin       | Trynidad i Tobago | 545          |
| 13      | Seow P. Lim          | Singapur          | 539          |
| 14      | Thomas H. Cooke      | Jamajka           | 532          |
| 15      | James Kirkwood       | Australia         | 521          |
| 16      | William J. McMahon   | Papua-Nowa Gwinea | 456          |